# いばらきコープ生活協同組合
いばらきコープ生活協同組合（いばらきコープせいかつきょうどうくみあい）は、茨城県を活動範囲とする生活協同組合である。コープデリに加盟。組合員数は381328人（2021年3月）。本部は小美玉市。

## 沿革
- 1971年 - 水戸市に水戸市民生活協同組合設立
- 1976年 - 阿見町に茨城県南生活協同組合設立
- 1981年 - 三和町（現在の古河市）に生活協同組合いばらき設立
- 1988年 - 上記3生協が合併、いばらき生活協同組合となる（略称「いばらきコープ」）
- 1991年 - コープネット事業連合（現在のコープデリ）に加盟する。
- 1993年 - いばらきコープ生活協同組合に名称変更

## 店舗一覧
- コープ水戸（水戸市）
- コープうしく（牛久市）
- コープひたちなか（ひたちなか市）
- コープつちうら（土浦市）
- コープ日立（日立市）

他に共同購入、個人購入の配達・受付を行うセンターが12ある（土浦市・取手市・つくばみらい市・ひたちなか市・水戸市・笠間市・行方市・鹿嶋市・下妻市・古河市・日立市・常陸太田市・守谷市）。